# ふたつの胡桃
『ふたつの胡桃』（ふたつのくるみ）は、シンエイ動画制作のアニメ。戦争童話集シリーズ第6作。同シリーズでは初のオリジナル作品でもある。2007年8月15日にテレビ朝日系列で放映。

## あらすじ
2007年8月10日。東京・下町に住む小学6年生の中西彩花は愛犬ライアンと共に62年前の1945年3月7日の下町にタイムスリップしてしまう。
彩花とライアンは現地で出会った斎藤友子の家にお世話になり、友子の母・とし子、弟の健太、愛犬のハナ、友人の谷口将吉たちと仲良くなる。
彩花は自分が未来の人間であることを友子にだけ明かすが友子の彩花への友情は変わらず、友子は宝物である胡桃の鈴の片方を彩花にプレゼントするのだった。
タイムスリップから3日後の3月10日午前0時過ぎに東京大空襲が発生。多くの人たちが巻き込まれ、とし子と健太、将吉も死んでしまう。
彩花は、友子、ライアン、ハナと共に必死に逃げ惑う中、現代にいる友人の麗奈から聞いた「風上にある宝倫寺に避難した人は奇跡的に助かった」という情報を思い出し宝倫寺に向かうが、その途中に立ち寄った建物で彩花はハナと共に未来へタイムスリップしてしまう。
現代に戻ってこれた彩花であったが、東京大空襲で知人を初めとした人々が次々と死んでいく光景を目の当たりにしたこと、ライアンを過去に置き去りにしてしまったこと、友子がその後どうなったか分からないことなどの様々な思いから号泣する。
1年後の夏。中学生になった彩花はハナを連れて、宝倫寺に足を運び、慰霊碑に花を添える。
帰宅しようとした彩花の耳に胡桃の鈴の音が聞こえてくる。振り返ると帯から胡桃の鈴をぶら下げた1人の老女が歩いていた。その人物こそ、今は亡きライアンと共に戦火を生き延びた友子であった。
彩花と友子とハナ。2人と1匹は63年ぶりの再会を果たすのだった。

## 登場人物

### 現代
中西彩花（なかにし あやか）
声 - 喜多村英梨
本作の主人公で東京・下町に住む平成7年生まれの小学6年生。12歳。
雨宿りのためにライアンと共に入った電話ボックス内に伝わってきた雷のエネルギーで自身の携帯電話が異変を起こし、戦時中の1945年にライアンと共にタイムスリップしてしまう。現地で出会った友子たちとの交流や戦争がもたらしたものを実体験することでわがままな現代っ子から成長していく。
東京大空襲の最中、友子たちと共に宝倫寺に向かうが水分補給のために立ち寄った建物で起きた火災と建物内の電話のエネルギーにより、携帯電話が再びタイムマシンと化し、一緒にいたハナと共に現代に帰還する。帰還後は友子からプレゼントされた胡桃の鈴の片方を携帯電話に付けるようになった。
1年後の夏の日。ハナと共に宝倫寺の慰霊碑に献花した後、東京大空襲を生き延びた友子と再会を果たす。
中西洋子（なかにし ようこ）
声 - 永島由子
彩花の母。
わがままな彩花に手を焼いている。
中西富子（なかにし とみこ）
声 - さとうあい
彩花の祖母。
母を困らせてばかりいる彩花に自身の戦争体験談を語って聞かせている。
ライアン
彩花の愛犬。
3日ぶりの散歩をしている最中、彩花と共に戦時中の1945年にタイムスリップしてしまう。
東京大空襲の最中、火災による天井の崩落から友子を助けるも、それにより彩花と離れてしまい、現代に戻れずに過去に留まることになった。その後は友子と共に戦火を生き延び、エンディングの映像にて、友子や彼女の父と共に写真に写っていた。
麗奈（れな）
声 - 松岡由貴
彩花の友達で、法倫寺の近くに住んでいる。劇中では電話からの声のみの登場。
過去にいる彩花の携帯に電話をかけ、その際に彩花からの頼みで、宝倫寺の慰霊碑の隣の看板に書かれている東京大空襲の内容を読み上げ、川へ逃れた人々の多くが凍死・溺死したことや風上の宝倫寺に避難した人々は奇跡的に助かったことなどを伝えた。

### 過去
斎藤友子（さいとう ともこ）
声 - 那須めぐみ
東京・下町に住む昭和8年生まれの小学6年生。12歳。
タイムスリップしてきた彩花と仲良くなり、彼女が未来の人間であることを知った後も友情は変わらず、宝物の胡桃の鈴の片方をプレゼントする。
東京大空襲により、とし子と健太、将吉を喪いながらも彩花たちと共に宝倫寺に向かう。その最中、水分補給のために立ち寄った建物の中で彩花とハナが未来にタイムスリップしてしまうが彩花の言葉を守り、ライアンと共に宝倫寺に避難したことで辛うじて生き延びる。
63年後の現代にて、夏の日の宝倫寺で彩花とハナと63年ぶりの再会を果たす。
斎藤健太（さいとう けんた）
声 - 金田朋子
友子の弟。5歳。
東京大空襲において、将吉と共に空爆で死亡してしまう。
斎藤とし子（さいとう としこ）
声 - 摩味
友子の母。
東京大空襲において、炎上する自宅から夫の仕事道具を回収するも、家から出てきた直後に一酸化炭素中毒で倒れ死亡してしまう。
斎藤（さいとう）
友子の父。斎藤健具店を経営する建具師。劇中での登場はエンディング映像のみ。
戦争に行く前に2つの胡桃で作った鈴を友子にプレゼントする。終戦後、友子と再会。
ハナ
友子の愛犬。
東京大空襲の最中に立ち寄った建物内で彩花と共にタイムスリップして現代に来てしまう。以降は彩花と共に生活し、1年後に老女となった友子と再会を果たす。
谷口将吉（たにぐち しょうきち）
声 - 松本梨香
友子の友達で小学6年生。12歳。
父親は昨年に戦死し、母親も1月に起きた空襲で死亡したことから斎藤家で生活している。兵隊になって両親の仇を討ちたいと思っている。
東京大空襲において、健太と共に空爆で死亡してしまう。
源さん（げんさん）
声 - チョー
浦安に住んでいる漁師。
友子たちの知り合いで子供好き。友子たちに食料をよく分け与えている。
泥棒
声 - 宝亀克寿、宇垣秀成、杉山大
友子たちが浦安から帰る途中に現れた3人組の泥棒。通行料と称して食料を奪い取ろうとするが、ライアンや将吉たちの抵抗によって失敗し逃げて行った。
巡査
声 - 亀井三郎
婦人会の女性
声 - 堀越真巳、瀧本富士子、西川宏美
男
声 - 楠見尚己、岡和男、江川央生、後藤史彦

## スタッフ
- 企画：梅澤道彦（テレビ朝日）、加藤良雄（シンエイ動画）
- 脚本・総監督：やすみ哲夫
- 監督：平井峰太郎
- キャラクターデザイン：関修一
- 作画監督：大武正枝
- 美術監督：河合伸治
- 撮影監督：箭内光一
- 編集：岡安肇
- 音響監督：大熊昭
- 音楽：相良まさえ
- 効果：武藤晶子（サウンドボックス）
- プロデューサー：杉山登（テレビ朝日）、山田俊秀
- 制作：テレビ朝日、シンエイ動画

## 主題歌
「故郷の廃家」
作詞 - 犬童球渓 / 作曲 -ウィリアム・ヘイス / 編曲 - さがらまさえ / 歌 - 高橋麗奈